# Crooked Trails (film 1916)
Crooked Trails è un cortometraggio muto del 1916 scritto, diretto e interpretato da Tom Mix. Prodotto dalla Selig, di genere western, aveva come altri interpreti Victoria Forde, Pat Chrisman, Sid Jordan, Joe Ryan.

## Trama
Tornata a casa dal college, Irene Norris fa subito amicizia con Dick Taylor, il caposquadra di suo padre al ranch suscitando così la gelosia di Pancho. Quando al ranch arriva Robertson, un commerciante in bestiame che ha con sé una grossa somma di denaro, Pancho progetta di derubarlo. Sequestra Robertson ma Vicky, che è con lui, riesce a fuggire. Inseguita dai banditi, viene salvata da Dick e dai cowboy che poi riescono, dopo un'aspra battaglia nella quale Dick viene ferito, a mettere fuori gioco tutti i fuorilegge.

## Produzione
Il film fu prodotto dalla Selig Polyscope Company.

## Distribuzione
Distribuito dalla General Film Company, il film - un cortometraggio in una bobina - uscì nelle sale cinematografiche statunitensi il 3 giugno 1916.